# Istocheta nudioculata
Istocheta nudioculata là một loài ruồi trong họ Tachinidae.